# Козаже
Козаже (пол. Kozarze) — село в Польщі, у гміні Цехановець Високомазовецького повіту Підляського воєводства.
Населення — 428 осіб (2011).

## Демографія
Демографічна структура станом на 31 березня 2011 року:
|          | Загалом | Допрацездатний вік | Працездатний вік | Постпрацездатний вік |
| -------- | ------- | ------------------ | ---------------- | -------------------- |
| Чоловіки | 235     | 34                 | 164              | 37                   |
| Жінки    | 193     | 31                 | 122              | 40                   |
| Разом    | 428     | 65                 | 286              | 77                   |